# Did You See Me Coming?
«Did You See Me Coming?» es un sencillo compuesto y grabado por el dúo británico Pet Shop Boys, lanzado el 1 de junio de 2009 como el segundo corte de Yes, su décimo álbum de estudio. Alcanzó el puesto #21 del UK Singles Chart.
El sencillo fue presentado en seis formatos: doble sencillo, sencillo en CD, maxisencillo y tres paquetes digitales, cada uno de ellos con una lista distinta de canciones. Se incluyeron otras tres canciones que no forman parte del álbum (lados B): After the Event, The Former Enfant Terrible y Up and Down. También hay una versión alternativa de Did You See Me Coming? interpretada junto al músico escocés Unicord Kid y una versión de The Way It Used to Be mezclada por Richard X.

## Lista de temas
Doble sencillo
1. "Did You See Me Coming?" – 3:41
2. "After the Event" – 5:19

Sencillo en CD
1. "Did You See Me Coming?" (PSB Possibly More mix) – 8:52
2. "The Former Enfant Terrible" – 2:56
3. "Up and Down" – 3:43

Maxisencillo
1. "Did You See Me Coming?" (PSB Possibly More mix) – 8:52
2. "Did You See Me Coming?" (Unicorn Kid mix) – 4:13
3. "The Way It Used to Be" (Richard X mix) – 8:39

Paquete de descarga 1
1. "Did You See Me Coming?"
2. Pet Shop Boys Brit Awards medley

Paquete de descarga 1
1. "Did You See Me Coming?" (Unicorn Kid mix)
2. "The Way It Used to Be" (Richard X mix)

Paquete de descarga 3
1. "Did You See Me Coming?" (PSB Possibly More mix)
2. "The Former Enfant Terrible" (Bring it on mix)

Descarga digital en iTunes EE. UU. 1
1. "Did You See Me Coming?" (PSB Possibly More Mix) – 8:48
2. "After the Event" – 5:16
3. "Up and Down" – 3:41
4. "The Former Enfant Terrible" (Bring It On Mix) – 7:22
5. "Did You See Me Coming?" (Unicorn Kid Mix) – 4:08
6. "The Way It Used to Be" (Richard X Mix) – 8:37

Descarga digital en iTunes EE. UU. 2
1. "Did You See Me Coming?" – 3:40
2. "The Former Enfant Terrible" – 2:51
3. "Pet Shop Boys "Brits" Medley" – 9:31

Maxisencillo alemán (lanzado el 19 de junio de 2009)
1. "Did You See Me Coming?"
2. "After the Event"
3. "The Former Enfant Terrible"
4. "Up and Down"

## Posición en listas
| Listas (2009)         | Mejor posición |
| --------------------- | -------------- |
| Media Control Charts  | 49             |
| UK Singles Chart      | 21             |
| Dance/Club Play Songs | 1              |